# Sky Sports F1
Sky Sports F1 – brytyjska stacja telewizyjna o tematyce sportowej.
Kanał ma ponad 13 milionów widzów.

## Historia
29 lipca 2011 roku ogłoszono, że BBC (dotychczasowy nadawca Formuły 1) będzie dzielić transmisję z Sky Sports. W listopadzie zostało ogłoszone, że Sky Sports utworzy kanał poświęcony Formule 1.
Podczas reportaży odtwarzany jest utwór „Just Drive” Alistaira Griffina